# 五十嵐 (臺灣)
50嵐是臺灣一家手搖飲品連鎖店，1994年創始於臺南市，創辦人暨董事長為馬紹維。目前在臺灣分為北區、中區、高雄區、臺南區等4大經營區域，各區域有各自的加盟總部，全臺灣約有6百家據點，並在海外有派生品牌，如中國大陸的一點點。

## 公司歷程

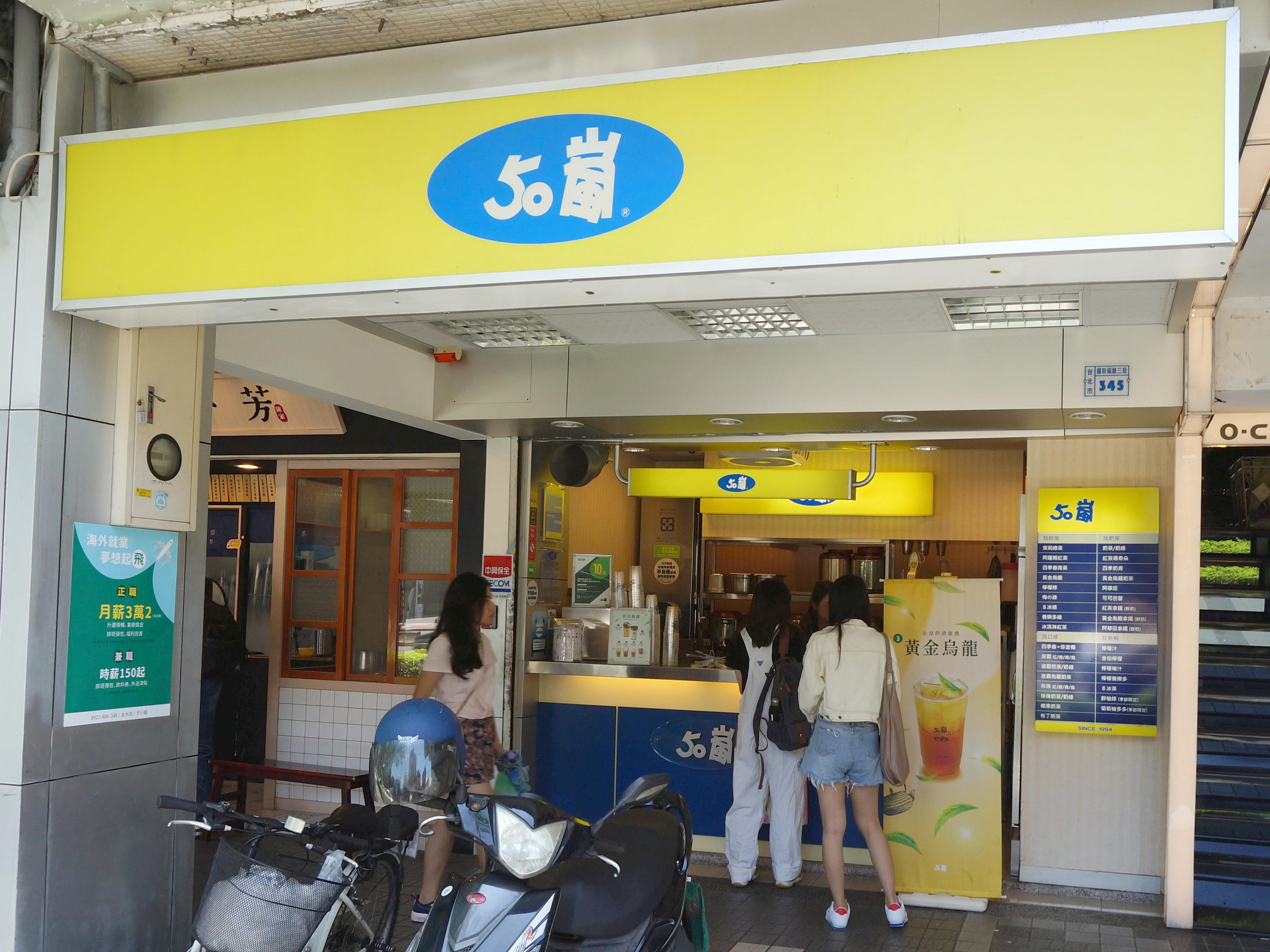
位於臺北市大安區的五十嵐台大店

1994年，馬紹維（原姓名為馬瑞東）開始在其母親的加盟雞排店（臺南市南區德興路14號，現德興店）前開攤販售飲料，主售果汁飲品。
1995年，馬氏將攤位取名為「50嵐」，並將販售重心轉移至茶飲，後期停止銷售果汁。
1997年，馬氏籌備開設創始店，第一間模範店（新孝店）成立於臺南市新孝路27號。
2000年，郭宗峯成立新嵐有限公司，代理高雄區業務。
2002年，馬雅芬成立雅嵐股份有限公司，代理臺中區業務。
2003年，樓更深成立深耕茶業有限公司，代理臺北區業務。
2005年，馬雅芳成立春嵐有限公司，代理桃竹區業務；2016年併入雅嵐股份有限公司。
2014年，五十嵐企業有限公司更名為「五十嵐企業股份有限公司」。
現時，五十嵐在臺灣地區授權臺北區（臺北市、新北市、基隆）、中區（桃園、新竹、苗栗、臺中市、南投、彰化、雲林、嘉義、澎湖、金門）與高雄區（高雄市、屏東、臺東）設立獨立的加盟總部，臺南區（臺南市、高雄市岡山區、路竹區）由五十嵐總部直接管理，四區域總部各自為政，宜蘭與花蓮暫無設立業務。海外地區未設立任何總部，亦不接受海外加盟連鎖店。

## 業務範圍
- 五十嵐企業股份有限公司

業務範圍：臺南市、高雄市岡山區、路竹區。
- 新嵐有限公司（統一編號：28574153）

馬氏之軍中同袍郭宗峯創立。
業務範圍：高雄市、屏東縣、臺東縣。
- 雅嵐股份有限公司（統一編號：28063574）

馬氏之二妹馬雅芬創立。
業務範圍：桃園市、新竹縣市、苗栗縣、臺中市、南投縣、彰化縣、雲林縣、嘉義縣市、澎湖縣、金門縣。
馬氏之妹於2006年發展中國、日本、東南亞等12國市場創立「KOI Thé」商標品牌，人稱「手搖飲女王」。 上海伍拾嵐餐飲管理有限公司於中國大陸搶註的「50嵐」商標非台灣50嵐授權，中國大陸使用50嵐商標門市其經營皆與台灣50嵐無關聯。
- 春嵐有限公司（統一編號：28760298）

馬氏之四妹馬雅芳創立，負責桃竹苗地區，2016年併入雅嵐股份有限公司。
- 深耕茶業有限公司（統一編號：28722339）

馬氏之大學同學樓更深創立。
業務範圍：臺北市、新北市、基隆市。
樓氏於2010年發展中國市場創立「一點點」商標品牌，招牌註明「臺北50嵐關係企業」，引起搶註50嵐商標的「上海伍拾嵐餐飲管理有限公司」提出侵權訴訟，法院判定這個標註屬於客觀事實的描述，不構成對「50嵐」商標的侵權。

## 海外代理
五十嵐成立迄今，僅在臺灣設有各區代理公司，負責管理各區的加盟連鎖店，未曾授權海外代理。

### 中國大陸

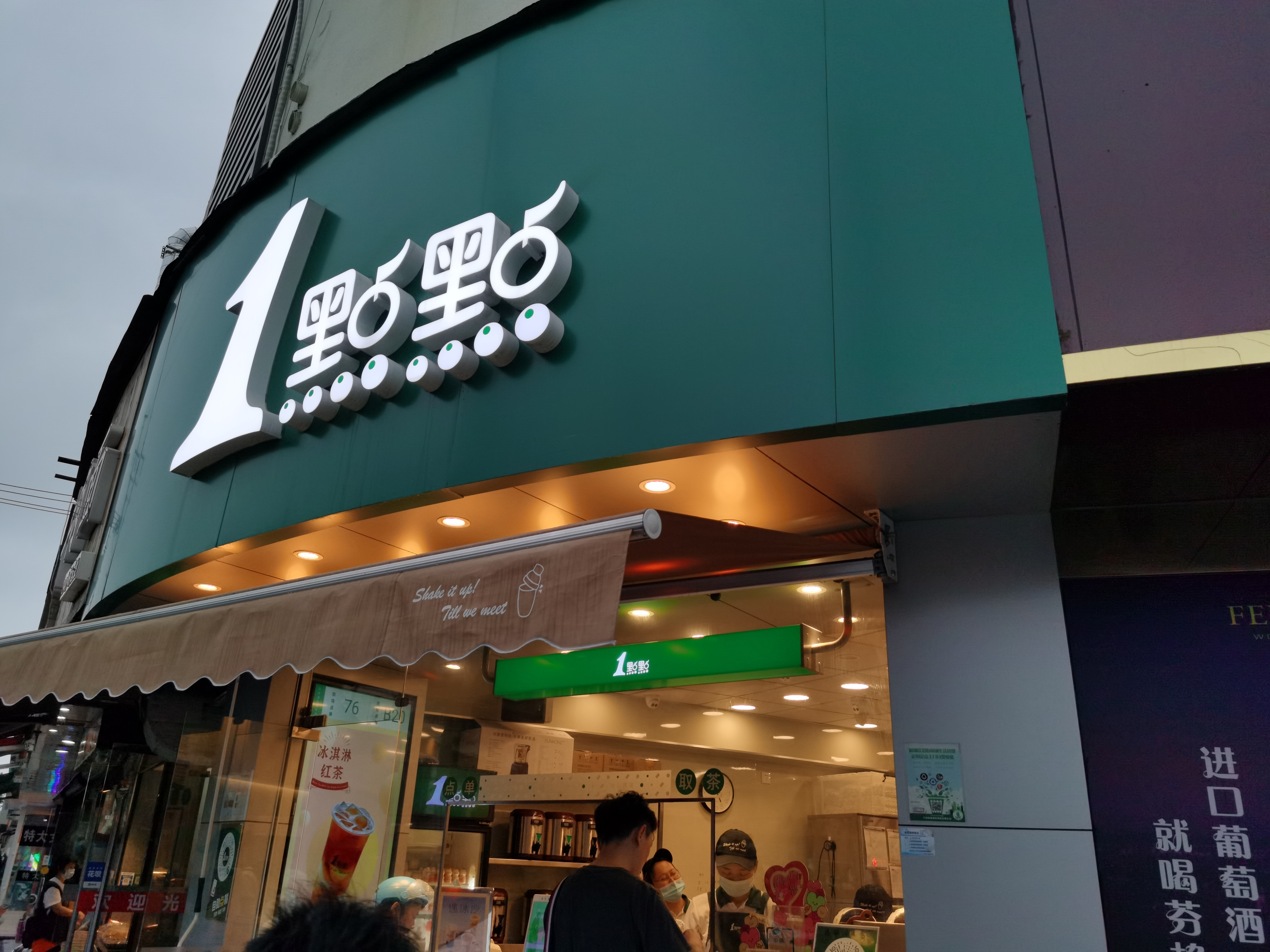
一间位于上海市杨浦区的一点点。因应「50嵐」商標遭中国大陆被抢注，臺灣50嵐各區代理進駐中國另行註冊「KOI Thé」和「一點點」商標

2006年往中國大陸地區發展時，發現「50嵐」商標已遭搶註，因此另行註冊「KOI Thé」「一點點」商標。
2022年，「一點點」在新加坡开设分店，2023年又在美国开设分店。

### 美国
臺灣南區代理五十嵐的新嵐有限公司于2016年1月在美国圣迭戈开设首家分店，命名为「OO Tea」，中文名「圈圈茶」。后又于2017年在聖蓋伯以「Wushiland Boba」（汉字记作「五十嵐」）的名称开设分店。
馬雅芬旗下的KOI Thé于2019年进军美国，2021年更名为「FIFTYLAN」，汉字记作「五十嵐」。

## 新聞事件
五十嵐多次被驗出大腸桿菌群超標。2015年衛生局清查五十嵐數家店面發現四季春茶農藥超標，同在安平工業區的三清製茶購買的，總量7568公斤，可能已全數被消費者下肚。
除了從茶葉驗出殘餘農藥超標、脆梅也因為含二氧化硫超標而被下架

## 爭議
2019年爆發「手搖飲之亂」事件，五十嵐中區代理雅嵐在中國大陸創立的「KOI」陷入「源自中國臺灣」的政治風波，波及50嵐列入「罷喝行動」名單。 五十嵐臺南總部發表聲明強調僅在臺灣設有代理公司，各區代理在海外所開發及投資之新品牌，與臺灣五十嵐之間並無任何合作關係。

## 另見
- KOI Thé
- 馬雅芬

## 外部連結
- 五十嵐官方網站（页面存档备份，存于）
- 北區50嵐 （页面存档备份，存于）[1]

1. ↑  . 智慧教育. 2025-04-20, 2 (5)  [2025-05-14]. ISSN 3029-2735. doi:10.69979/3029-2735.25.05.